# Јовица Станишић
Јовица Станишић (Ратково, општина Оџаци, 30. јула 1950) је бивши српски обавештајац и начелник Службе државне безбедности СРЈ (1991—1998). Током распада СФРЈ, био је један од најближих сарадника Слободана Милошевића и важио је за његовог главног човека из сенке који је наводно имао директан утицај на дешавања како у Републици Српској Крајини, тако и у Републици Српској.

## Рад у СДБ
Убрзо после чувене „осме седнице” ЦК СК Србије као тзв. војник партије, постављен је за првог човека СДБ иако није био полицајац по професији. Сматра се да је организовао рад службе и неке од најважнијих подухвата који су учврстили власт Слободана Милошевића: Антибирократску револуцију (тј. Јогурт револуцију у Војводини), преузимање архиве ССУП (1992), прелазак Србије на вишепартијски систем, припреме за ратове у Хрватској, Босни и Херцеговини и многе друге ствари.
Сматра се да је са положаја начелника склоњен у освит почетка сукоба на Косову и Метохији, услед сукоба са самим Милошевићем, а на његово место је постављен Раде Марковић.

## Хапшење и суђење пред Хашким трибуналом
Хашки трибунал за ратне злочине на простору бивше Југославије је против њега и њему подређеног Франка Симатовића Френкија подигао оптужницу за ратне злочине у Хрватској и Босни и Херцеговини. Њих двојица су ухапшена током пролећа 2003. године у акцији Сабља, након чега су испоручени Хашком трибуналу.
Између осталог, оптужени су да су починили разне злочине над не-српским становништвом током грађанског рата у Југославији (1991—1995), укључујући прогоне и убиства. Дана 30. маја 2013. ослобођени су по свим тачкама оптужнице.
Жалбено веће је 15. децембра 2015. године прихватило жалбу тужиоца и наложило даље суђење, као и даље задржавање Станишића и Симатовића у притвору. Пред Међународним резидуалним механизмом за кривичне судове, осуђени су 30. јуна 2021. године на по 12 година затвора. Претресно веће је их је осудило само по делу оптужнице који се односи на догађаје у Босанском Шамцу из априла 1992. године, што представља сасвим мали део онога за шта су се првобитно теретили.
Др Милан Благојевић сматра да се Трибунал у Хагу се послужио противправном конструкцијом удруженог злочиначког подухвата, која није прописана не само у Статуту Трибунала у Хагу него ни у једном другом извору међународног права. Њу је противправно створио тај трибунал у својим оптужницама и пресудама те ју је примењивао против оптужених лица српске националности.

## Контроверзе
Године 2009, београдске дневне новине „Блиц” пренеле су наводе америчког „Лос Анђелес Тајмса”, према којима је од 1992. до 2000. године Станишић био кључни оперативац ЦИА у Србији. Његове активности у том смислу укључивале су учешће у разрешењу неколико инцидената током ратова у складу са америчким интересима. Према овим наводима, Станишић је америчкој служби одавао информације о хијерархији унутар Милошевићевог режима, чији није био присталица. Околности у вези са његовим учешћем у догађајима који су претходили демонстрацијама 5. октобра 2000. године и убиству Зорана Ђинђића нису сасвим разјашњене.

## Лични живот
Станишићева породица потиче из Црне Горе, од Бјелопавлића, а у Војводину су се доселили као колонисти.
Станишићев син прошао је 1990-их обуку за пилота у САД, а током каснијих година био је у том смислу ангажован за личне потребе неколицине српских контроверзних бизнисмена.